# Zsigmond Kunfi

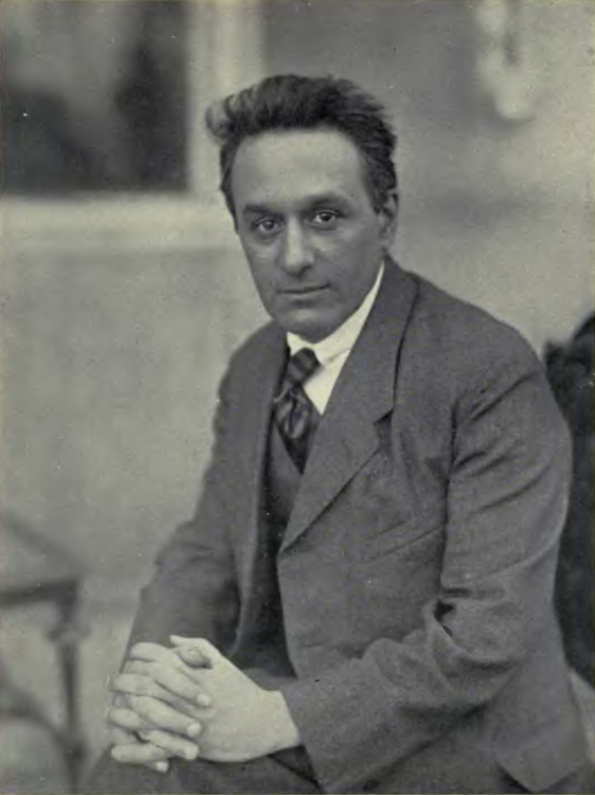
Zsigmond Kunfi (1923)

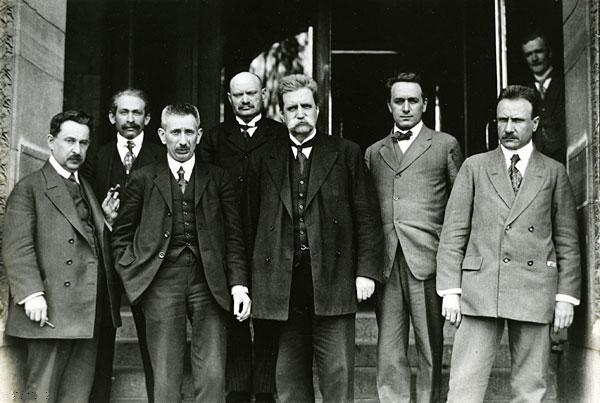
Kunfi rechts von Branting in Stockholm (1917)

Zsigmond Kunfi (geboren 28. April 1879 in Nagykanizsa, Österreich-Ungarn; gestorben 18. November 1929 in Wien) war ein sozialistischer ungarischer Politiker und zwischen 1918 und 1919 Minister der Ersten Ungarischen Republik und der Räterepublik.  

## Leben
Siegmund Kohn wuchs als Sohn eines kleinen jüdischen Finanzbeamten in der ungarischen Provinz auf; sein Name wurde zu Kunfi hungarisiert. Er besuchte eine von Mönchen geleitete Schule, die ein reaktionäres Menschenbild vermittelte. Kunfi wandte sich dagegen dem französischen Positivismus zu. Nach einem Studium wurde er Mittelschullehrer in Temesvár und ein vehementer Kritiker des Bildungswesens unter der Latifundienherrschaft der ungarischen Aristokratie, „wo die Armee der schulschwänzenden Kinder die stärkste Waffe des Großgrundbesitzes bildet“. Kunfi schloss sich der „Soziologischen Gesellschaft in Wien“ an und schrieb Essays für deren Zeitschrift Huszadik Szádad (Zwanzigstes Jahrhundert), in denen er seine marxistische Methode ausbildete und auf die Literaturgeschichte anwandte, so in einem Nachruf auf Mór Jókai. Er wurde im ungarischen Verfassungsstreit 1905/06 zunehmend politisch aktiv, hielt Vorträge für Arbeiter und trat als Redner auf. Als er bei den Wahlen 1907, die eine offene Stimmabgabe verlangten, die Stimme für den Sozialdemokraten Dezső Bokányi abgab, wurde er aus dem Schuldienst entlassen. Kunfi schrieb nun als Journalist für die Tageszeitung Népszava der Ungarischen Sozial-Demokratischen Partei (MSZDP). Seit 1907 war er ihr leitender Redakteur neben dem Chefredakteur Ernő Garami (1876–1935). Kunfi war ein Anhänger der Politik Karl Kautskys. Kunfi veröffentlichte Schriften zum Marxismus und schrieb auch in der theoretischen Parteizeitschrift Szocializmus. Er wurde für die Partei ein gesuchter Volksredner und versuchte die Agrarfrage und die Nationalitätenfrage in der von der Industriearbeiterschaft geprägten ungarischen Sozialdemokratie zu verankern. Während des Ersten Weltkriegs blieb Kunfi unbeeindruckt von der allgemeinen Kriegsbegeisterung und befürchtete bei einem militärischen Sieg der Mittelmächte die Zementierung des Absolutismus. Er war ungarischer Delegierter bei der ergebnislosen Stockholmer Friedenskonferenz von 1917. 
Bei Ausbruch der Oktoberrevolution 1917 in Russland betonte er für die ungarische Situation die Notwendigkeit einer Koalition zum Zeitpunkt des aus seiner Sicht unabwendbaren Sturzes der Monarchie. In der ungarischen Oktoberrevolution am Ende des Krieges 1918 wurde Kunfi Mitglied des Ungarischen Nationalrats und wurde in der ersten republikanischen Regierung Ungarns unter Mihály Károlyi vom 2. November 1918 bis 18. Januar 1919 Minister, mit der Aufgabe das Ungarische Ministerium für Kroatien abzuwickeln. In der Folgeregierung unter Dénes Berinkey wurde er zum Minister für das Erziehungswesen ernannt. Er war aber vor allem der Propagandist der Revolution und „kämpfte im Ausland gegen den Gewaltfrieden, für das Selbstbestimmungsrecht der Nationen und im Innern Ungarns gegen die Gewaltideologie der Bolschewiki“, wobei er in der zentristischen Position versuchte, die Revolutionskoalition zu erhalten. Nach Berinkeys Rücktritt am 20. März 1919 blieb er in der Verantwortung und war im Revolutionsrat der Ungarischen Räterepublik Kommissar für das Bildungswesen. Er berief mit Sándor Ferenczi den weltweit ersten Psychoanalytiker auf einen medizinischen Lehrstuhl. Die Räteregierung Béla Kuns wurde im August 1919 von rumänischen Truppen aus Budapest vertrieben. Kunfi entging der Verhaftung und floh vor dem Horthy-Regime nach Wien. 
In Wien arbeitete Kunfi für die Internationale Arbeitsgemeinschaft Sozialistischer Parteien und schrieb als leitender Redakteur in der Arbeiter-Zeitung der SDAP, die ihm auch eine Radio-Station zur Verfügung stellte, in der er den Weißen Terror in Ungarn anprangerte und weltweit bekanntmachte. Kunfi wandte sich, weitgehend erfolglos, gegen den Einfluss des Bolschewismus auf die sozialdemokratischen Ungarn in Rumänien und der Slowakei. In Wien wirkte Kunfi als Dozent an der Wiener Arbeiterhochschule und der Parteischule der SDAP. In seiner späteren Kritik am Ablauf der Ungarischen Revolution betonte er die Vernachlässigung der Nationalitätenfrage durch die Revolutionäre sowie die „Sozialisierung des Großgrundbesitzes, die die ungarische Bauernschaft gegenüber der Revolution gleichgültig machte“.
Kunfi beging 1929 Suizid. Die Nachricht seines Todes führte in Budapest zu spontanen Arbeitsniederlegungen zu seinem Gedächtnis.

## Schriften (Auswahl)
- Az általános választójog. Budapest : Világosság Könyvnyomda, 1912.
- Jaurés, az emberiség és szocializmus nagy halottja. Budapest : Népszava-könyvkereskedés kiadása, 1915
- Az angol világbirodalom. Budapest, 1915
- Die Neugestaltung der Welt. Ausgewählte Aufsätze von Siegmund Kunfi. Herausgegeben von Julius Braunthal. Mit einem Lebensbild Kunfis von Zoltán Rónai. Wien, Verlag der Wiener Volksbuchhandlung, 1930
- Gestalten und Ereignisse. Ausgewählte Aufsätze von Siegmund Kunfi. Herausgegeben von Julius Braunthal. Teilweise übersetzt von Andreas Gaspar. Wien, Verlag der Wiener Volksbuchhandlung, 1930
- A Kommunista kiáltvány. Marx ; Engels. Budapest : Népszava, 1945